# Сербест, Таркан
Таркан Сербест (тур. и нем. Tarkan Serbest; 2 мая 1994 года, Вена) — турецкий и австрийский футболист, полузащитник клуба «Касымпаша». Провёл один матч за сборную Турции.

## Клубная карьера
Таркан Сербест — воспитанник венской «Аустрии». Первоначально он выступал за её резервную команду в Региональной лиге. 18 октября 2014 года он дебютировал в австрийской Бундеслиге, выйдя на замену в конце гостевого поединка против «Альтаха». 2 октября 2016 года Сербест забил свой первый гол в рамках Бундеслиги, сравняв счёт в домашнем матче с командой «Санкт-Пёльтен».

## Карьера в сборной
28 мая 2018 года Таркан Сербест дебютировал в составе сборной Турции, выйдя на замену в домашнем товарищеском матче против команды Ирана.